# Vincent Lind
Vincent Lind [født 4. maj 1925 i Christiansfeld, død 12. december 2007) var dansk præst, biskop i Fyens Stift 1984-1995 og modstandsmand.